# Conrad Zellweger-Tanner
Conrad Zellweger-Tanner (* 30. Oktober 1659 in Trogen; † 17. Februar 1749 ebenda; heimatberechtigt ebenda) war ein Schweizer Kaufmann, Textilunternehmer, Ratsherr, langjähriges Mitglied des Kleinen Rats und Landammann aus dem Kanton Appenzell Ausserrhoden.

## Leben
Conrad Zellweger-Tanner war ein Sohn von Conrad Zellweger. Im Jahr 1691 heiratete er Maria Magdalena Tanner, Tochter von Laurenz Tanner.
Nach seiner kaufmännischen Ausbildung von 1679 bis 1683 in einem St. Galler Handelshaus in Lyon soll Zellweger den Verfolgungen hugenottischer Glaubensflüchtlinge nur knapp entkommen sein. Zurück in Trogen, betätigte er sich als Faktor für auswärtige Kaufleute, vor allem für Hans Conrad Hutsch in Feldkirch.
Ab 1692 bis 1698 war Zellweger Ratsherr und Schreiber der Kirchhöri Trogen. Von 1698 bis 1701 amtierte er als Ausserrhoder Landeshauptmann. Von 1704 bis 1721 hatte er das Amt des Landesseckelmeisters und ab 1721 bis 1732 dasjenige des Landesstatthalters inne. Ab 1717 exportierten er und sein Sohn Conrad Zellweger selbst die Leinwand nach Lyon. Sie errichteten dort ein Warenlager und beschäftigten eigene Kommissäre. Den kommissionsweisen Einkauf von Geweben für andere Kaufleute führten sie fort. Mit Investitionen in die Ostindien-Kompanie erlitten sie 1719 grosse Verluste.
Nach der Übergabe des Geschäfts an seine Söhne Conrad Zellweger und Johannes Zellweger im Jahr 1726 widmete sich Zellweger vor allem der Politik. Aus der Landesregierung wurde er zweimal abgewählt: im Jahr 1701 im Gefolge des Kalenderstreits und 1732 während des Landhandels. In Letzterem wurde er als Haupt der «Linden» von den «Harten» seines Amts enthoben. Zellweger musste eine hohe Busse bezahlen und wurde lebenslang von allen Ämtern ausgeschlossen. Er war sparsam und von strenger Arbeitsmoral; seine Zeitgenossen warfen ihm Habsucht vor.